# Roy Salvadori
Roy Francesco Salvadori, född 12 maj 1922 i Dovercourt, Essex, död 3 juni 2012, var en brittisk racerförare.

## Racingkarriär
Salvadori tävlade i formel 1 under 1950-talet och början av 1960-talet. Han deltog i 50 deltävlingar och kom på pallen två gånger. Han körde bland annat för Connaught, BRM, Vanwall, Cooper och Aston Martin. Salvadori tävlade även i sportvagnar och han vann Le Mans 24-timmars tillsammans med Carroll Shelby i en Aston Martin DBR 1959.
Salvadori var stallchef för Cooper-Maserati 1966-1967.

## F1-karriär
| Säsong | Stall/Tillverkare                                     | Poäng | Placering |
| ------ | ----------------------------------------------------- | ----- | --------- |
| 1952   | G Capara (Ferrari)                                    | 0     | –         |
| 1953   | Connaught-Francis                                     | 0     | –         |
| 1954   | Gilby Engineering (Maserati)                          | 0     | –         |
| 1955   | Gilby Engineering (Maserati)                          | 0     | –         |
| 1956   | Gilby Engineering (Maserati)                          | 0     | –         |
| 1957   | BRM Vanwall Cooper-Climax                             | 2     | 18        |
| 1958   | Cooper-Climax                                         | 15    | 4         |
| 1959   | High Efficiency Motors (Cooper-Maserati) Aston Martin | 0     | –         |
| 1960   | High Efficiency Motors (Cooper-Climax) Aston Martin   | 0     | –         |
| 1961   | Reg Parnell (Cooper-Climax)                           | 2     | 17        |
| 1962   | Reg Parnell (Lola-Climax)                             | 0     | –         |

| - Tyskland 1958 | - Storbritannien 1958 |